# Gustavo Cordera
Gustavo Edgardo Cordera (Dock Sud, Buenos Aires, Argentina, 15 de septiembre de 1961) es un cantante, intérprete, músico y compositor de rock, folklore, candombe, murga y cumbia argentino. Es conocido por ser el fundador líder y excantante de uno de los principales grupos de rock fusión y alternativo, Bersuit Vergarabat. Fue el vocalista y principal compositor de la banda, desde sus comienzos artísticos en el año 1988, hasta su desvinculación en el año 2009, año en que emprende su carrera como solista para posteriormente liderar su nuevo proyecto, llamado La Caravana Mágica, en la que fusiona estilos como la cumbia, el techno y el rock fusión. 
Entre varios reconocimientos que ha recibido en toda su carrera, ganó un «Diploma al Mérito» de los Premios Konex, por su calidad de como compositor de rock, junto a sus excompañeros Juan Subirá y Pepe Céspedes en el año 2005. Es conocido por sus canciones de fuerte contenido social y críticas al sistema establecido.
Además de artista, está muy fuertemente vinculado a las causas sociales y ambientales. Desde el año 2006, reside con toda su familia en el balneario La Paloma, Uruguay, donde luego de la separación de la banda, continuó su carrera solista. Es también reconocido por ser hincha de Lanús y su máximo ídolo es Ricardo Bochini, a quien le dedicó su canción «El baile de la gambeta», en el disco La argentinidad al palo (2004), de Bersuit Vergarabat. También está a favor de la legalización de la marihuana.

## Biografía
Gustavo Edgardo Cordera nace a mediados de septiembre de 1961 en la localidad de Dock Sud, en el partido de Avellaneda, provincia de Buenos Aires. Cursó sus estudios secundarios en la Escuela Normal Próspero Alemandri, más conocida como ENSPA. Al finalizar la secundaria, inició varias carreras, entre ellas las de Agronomía, Química e Ingeniería, hasta que se decidió por la de Comunicación social, en la Universidad Nacional de Lomas de Zamora. Cordera es zurdo, lo cual lo lleva a tocar la guitarra hacia el lado opuesto, tal como lo hace, por ejemplo, Paul McCartney. En su adolescencia, componía canciones que luego editaría en Bersuit Vergarabat, como «Mi caramelo», que compuso alrededor de 1982 para una novia suya.
A partir de 1984, a la edad de veintidós años, comenzó a vivir una "segunda adolescencia" tras el retorno de la democracia luego de terminada la dictadura que asoló a su país y a militar en varias agrupaciones políticas de la universidad, como la Unión Cívica Radical, el Partido Comunista y el Peronismo, pero se desilusionó de todas ellas, diría él, años más tarde. 
En el año 1987, Cordera cursaba las últimas materias de la carrera de comunicación social y vendía autos en su propia agencia, llamada «Cordera Hnos». En el verano de 1988 y sin nada de dinero en sus bolsillos, se fue de vacaciones al carnaval de Río de Janeiro con un primo suyo.

Militaba en Franja Morada, tenía una novia, era un buen muchacho de la clase media argentina, hasta que fui al Brasil, primero, a Porto Alegre; después, a Bahía y ahí se metió la música en mi vida.
Gustavo Cordera en 1999.

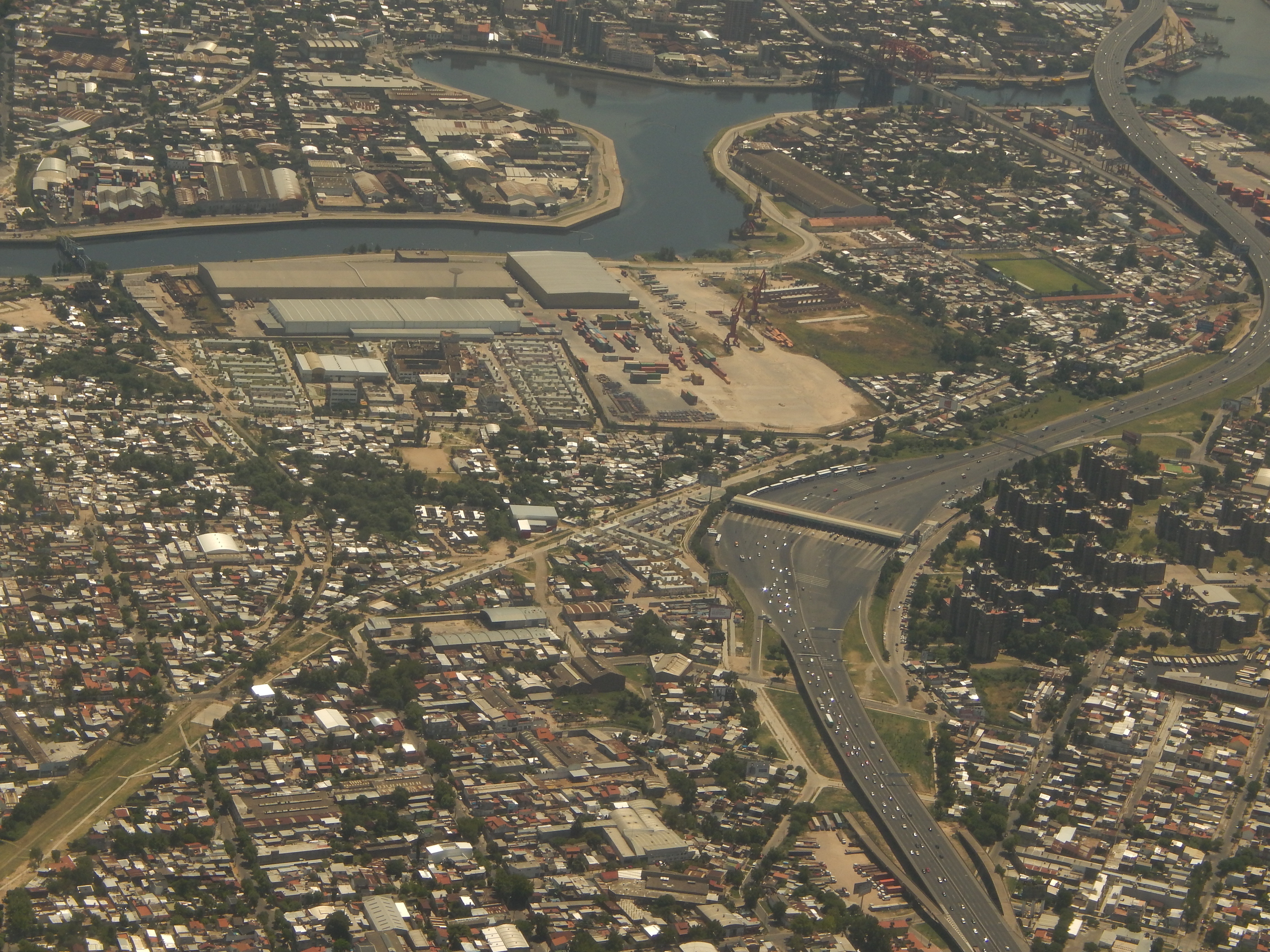
Dock Sud, ciudad donde nació Cordera.

Tras pasar casi un año en ese país, decide volver a la Argentina. Durante su viaje por Brasil, descubre los ritmos y las costumbres de ese país, al mismo tiempo que encontró la necesidad de expresar alegría que transmitía los carnavales. Cordera diría: 

El Carnaval brasileño me abrió la cabeza y me di cuenta de que se podía ser feliz en la calle, que la gente no necesitaba dinero para ser feliz. Así que me fui a vivir seis u ocho meses al Brasil, hasta que decidí que quería volver a la Argentina a hacer música. Quería traer toda esta alegría, que la música volviera a la calle, porque la Argentina era un país amargo. Quería contar experiencias, historias, tenía muchas cosas para decir y necesitaba hacerlo a través de la música.
Gustavo Cordera.

De regreso a su Avellaneda natal, sintió que quería ser músico; por lo que abandonó sus estudios universitarios. Por ese entonces, se le empezó a caer el cabello, y decide rapar la cabeza al ras; vendió su agencia de autos, regaló todos sus ahorros a sus amigos y comenzó a vivir solo, completamente en la ruina. Tras esto, se mudó al barrio de Barracas y se convenció firmemente de que quería ser cantante de rock, sin tener preparación musical previa.

## Carrera musical

### Inicios
A mediados de 1988, entró como cantante a un grupo que había conocido en la «La Casa de las Artes de la Vieja Avellaneda», lugar de encuentro de músicos y artistas de diversas variedades, donde había conocido a Juan Subirá y Pepe Céspedes, con quienes había improvisado «Masturbación en masa» (inédito), «Hociquito de ratón» y «La Logia (Iambo Iombo)». Debuta con su banda en 1989, ya con Bersuit Vergarabat.

### Bersuit Vergarabat
Un año más tarde el grupo se constituía con cinco miembros, teniendo a Gustavo Cordera en voz, Charly Bianco (guitarra), Carlos E. Martín (batería), Juan Subirá (teclados) y Pepe Céspedes (bajo). Así se dio origen al grupo que en un principio se llamó «Henry y la Palangana» y a partir de 1989 y con varios nombres como ejemplos como «Aparrata Vergi», «Ernios de Arcabio», «Seria Soneub» (Buenos Aires al revés); entre otros. Finalmente se decidieron por «Bersuit Vergarabat Van de Ir», quedándose luego solo con «Bersuit Vergarabat».
En 1990, se incorporan a la emergente agrupación Oscar Righi (guitarra), Rubén Sadrinas (voz) y Marcela Chediak (percusión). Con esta alineación, editán dos trabajos discográficos, Y punto (1992) y Asquerosa alegría (1993), ambos producidos de forma independiente y de moderado éxito.
A mediados de los 90 (1993-96), la banda entró en un período de inactividad, por lo que Cordera comenzó consumir drogas, llegó a vivir en una ferretería abandonada, de pedir prestado a sus amigos, vender sándwiches en la calle e incluso en un estado de desesperación, llegó a robar en supermercados, practicando lo que popularmente se conoce en Argentina como «mechero».
También trabajó en ese periodo, vendiendo planes de ahorro, para una empresa cuyos dueños resultaron ser unos estafadores, por lo que lo acusaron de ser partícipe de estos hechos, que años más tarde se comprobaría su inocencia. Tras estos hechos y la propuesta de grabar un tercer disco, Cordera retornaría a la banda y desde 1996, editaría con la banda, otros ocho trabajos discográficos.
Algunas de las canciones más difundidas de la banda son «El tiempo no para» (cover de Cazuza), «Yo tomo», «Se viene», «Sr. Cobranza» (compuesto por Las Manos de Filippi), «La argentinidad al palo», «La bolsa», La soledad, «Mi caramelo», «Sencillamente», «Un pacto» y «Murguita del sur».

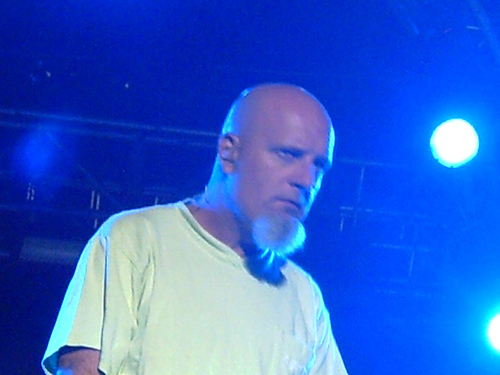
Cordera en un show, año 2006.

### Trayectoria como solista
Junto a la banda Cordera lanza diez discos hasta su separación en junio de 2009. Cordera en junio de ese año al diario El País de Uruguay:

«Podemos no volver, porque de repente este camino (solista) nos encanta. Y es como la pareja, cuando vivís otras situaciones y te gusta, no volvés.»
Gustavo Cordera

.
Pese a compromisos pactados que la banda tenía hasta diciembre de 2009, todo fue cancelado. «Cordera fue víctima de su egocentrismo y todo fue cancelado sin tomar dimensión de lo que ello acarrearía», afirmaron otros miembros del grupo.

### La Caravana Mágica

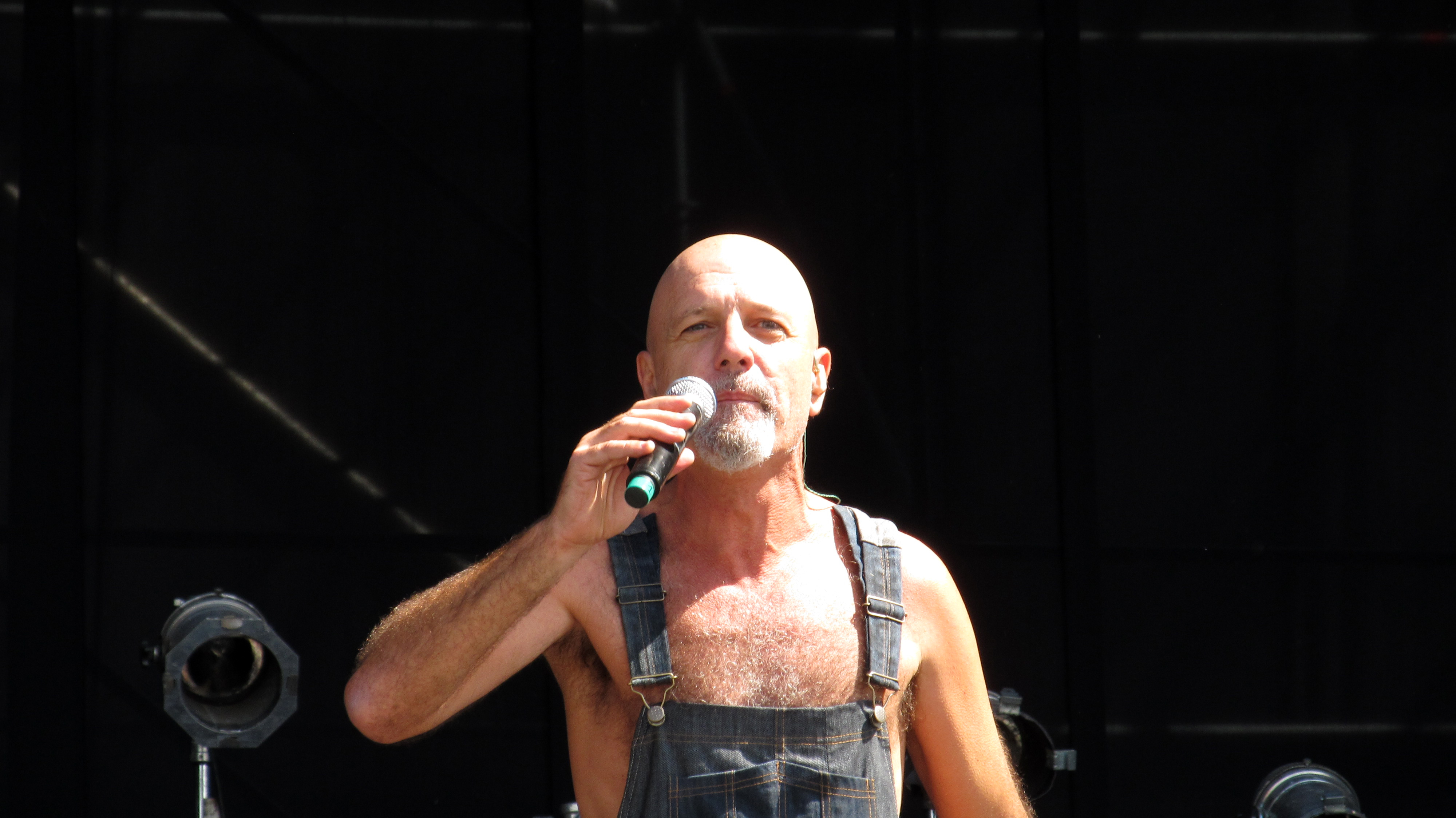
Cordera en Lollapalooza Chile 2012.

Luego de su salida de Bersuit, dio nacimiento a su nuevo proyecto artístico, llamado «La Caravana Mágica». En este proyecto fusiona ritmos de cumbia, techno y rock, con letras y melodías que llevan su impronta personal.
Para dicho proyecto Cordera convoca un grupo heterogéneo de artistas que ensamblen sonidos electrónicos actuales con la música latinoamericana, la rioplatense y la cumbia; profundizando en las raíces populares y conservando la energía del rock. En su nueva etapa lanzó tres discos con el respaldo de Sony Music. Suelto (2009), En la Caravana Mágica (2010) que obtuvo el galardón de disco de oro y En la Caravana Mágica Vol.2  (2012). De este último material, se destacan los sencillos «Soy mi soberano», «Hablándote» y «Canción para mi cabeza»
En el 2013, hizo una fusión de la cumbia y el rock con el grupo Tito y La Liga cantando el tema «Equivocarme y hacerlo».
El 8 de octubre de ese mismo año, fue invitado especial en el Luna Park de Tito y La Liga, haciendo una fiesta con su caravana mágica cantando «Asalto de Cumbia», «La bomba loca» y «Equivocarme y hacerlo».
La Caravana Mágica se compone por Gustavo Cordera en voz, su esposa Stella Céspedes en coros, Licina Picón en coros y teclado, Chacho Piriz en guitarra y coros, Schubert Rodríguez en teclado y coros, Lele Perdomo en guitarra y coros, Pepe Oreggioni en bajo y coros y Emiliano Pérez en batería.

## Controversias e ideología

### Pensamiento político
Desde sus comienzos con Bersuit Vergarabat, la obra de Gustavo Cordera se caracterizó por ser de protesta y antisistema. Los primeros cuatro trabajos discográficos de la banda, reflejaban su inconformidad sobre el menemismo y criticaban a la sociedad decadente, a las corporaciones y a todo el sistema argentino establecido de los años 1990.
Con el pasar de esa década y de la entrante, compondría o interpretaría junto a su banda canciones que reflejaban una crítica política y social, como «El tiempo no para», «Sistema al mejor postor», «Tuyú», «Como nada puedo hacer», «Fuera de acá», «Espíritu de esta selva», «Se viene», «Sr. Cobranza», «La argentinidad al palo», «Madre hay una sola», entre otros.
Durante años, Cordera ha hecho públicas sus opiniones sobre todos los gobiernos y criticó los mandatos de Carlos Menem, Fernando De la Rúa, Eduardo Duhalde, Néstor Kirchner y Cristina Fernández de Kirchner. Sobre esta última, declaró que concordaba con su política sobre los derechos humanos, la Ley de medios y la Asignación Universal por Hijo. Pero si ha criticado de forma directa, la ley de política ambiental, la megaminería, entre otras. También ha declarado estar en contra de los artistas que son remunerados por el propio estado en actos oficialistas, considerando que «prefiero pasar hambre antes que tocar para un partido político».
Sin embargo, luego hizo declaraciones donde expresaba su malestar respecto al modo en que los medios de comunicación distorsionaban, alteraban o sacaran de contexto y «tergiversaron» sus opiniones, para perjudicar al gobierno de Fernández de Kirchner; denunciando el mecanismo de poner en boca de artistas opositores, (lo que periodistas obedientes de los intereses de los dueños de los medios para los que trabaja), no se animan a decir:

Me utilizaron y me enojé muchísimo, tanto con el periodista como con el diario, porque no quiero que me utilicen más. Si tienen ganas de derrocar al gobierno de Cristina, que pongan un titular anunciando que pretenden derrocarla, pero que al menos se hagan responsables de eso, sin utilizarme a mí para ese fin.
Gustavo Cordera.

El 31 de agosto de 2015, en una declaración televisiva en el programa nocturno Intratables, en el cual se presentó junto al qarashé de la comunidad Qom, el cacique  Félix Díaz, se expresó sobre los tres máximos candidatos presidenciales argentinos con posibilidades de ganar ese año (Daniel Scioli, Sergio Massa y Mauricio Macri). Dijo que los tres eran "malos", que si se parecieran al único presidente que respeta y admira, desde la instauración democrática, el doctor Raúl Alfonsín, entonces lo votaría. 
Además Cordera tocó el 1 de septiembre de 2015, para el acampe Qopiwini que se realiza en la intersección de avenida 9 de Julio y avenida de Mayo.
Desde la década del 2020, se le reconocer por la ambigüedad con la expresa su opinión política, manifestándose en diversas ocasiones, por ejemplo, a favor y en contra del gobierno de Javier Milei.

### Enfrentamientos
Tras el éxito de sus primeros dos discos al frente de Bersuit Vergarabat, a comienzos de los años 90, Cordera comenzó a aparecer en canales de televisión o entrevistas a revistas musicales, a criticar a otros artistas y generar polémica en sus dichos.
Entre sus peleas mediáticas más conocidas, se saben diferencias entre él y Carlos "El Indio" Solari, por ese entonces, vocalista de Patricio Rey y sus Redonditos de Ricota.
Años más tarde, Cordera diría que fue abordado por Solari, el guitarrista de Los Redondos Eduardo "Skay" Beilinson" y la esposa de este último, Carmen "La negra Poli" Castro, en un concierto de Bersuit Vergarabat:

Irrumpieron en un recital entre el público, la Negra Poli me puso una botella cortada en la garganta, me quiso matar directamente... el Indio no, él es más intelectual y me dio una charla maravillosa.
Gustavo Cordera.

Años más tarde, Cordera admitiría que sus dichos con Solari, se debieron a que sentía celos y envidia por el cantante de Los Redondos y afirmaría que, aunque mantendría diferencias con él, no las haría públicas.
La canción «Sr. Cobranza» era interpretada por Bersuit Vergarabat en sus conciertos, en ocasiones junto a Las Manos de Filippi, cuyo vocalista, Hernán de Vega, había compuesto la canción. Luego de firmar el contrato con Universal Music Bersuit graba Libertinaje incluyendo esta canción en el listado de canciones. Son fabricadas veinte mil copias del disco, que no podían ser comercializadas por ser Sr. Cobranza una canción inédita, requiriendo autorización de los autores de la misma para poder publicar el disco.
Universal firma entonces un contrato con Las Manos de Filippi para editarles el disco Arriba las manos, esto es el Estado a cambio de los derechos de las once canciones que contenía el álbum, entre las que se encontraba Sr. Cobranza. La compañía cumplió con su parte del contrato fabricando cinco mil copias del disco, pero sin promocionarlo, lo que motivó el malestar de la banda con la compañía discográfica y con Bersuit Vergarabat.
El vocalista y líder de Las Manos de Filippi, Hernán de Vega diría sobre Cordera:

Nos cagaron de todos lados: Sadaic, el sello Universal, la Bersuit. Gustavo Cordera nos hizo la entrada a Universal por interés, porque teníamos que firmar un papel para autorizarlos a que grabaran «Sr. Cobranza». Resultó flor de garca el Pelado.
Hernán de Vega.

Tanto Bersuit Vergarabat como su productor, Gustavo Santaolalla, fueron ridiculizados en el arte del siguiente disco de Las Manos de Filippi, titulado Las Manos Santas van a misa en el año 2000.
Otra de sus peleas con otros referentes del rock local, se encuentra el cantante Andrés Calamaro, a quien llamó «niña de Barrio Norte». Este hecho ocurre cuando Cordera «le cedió» a su banda, para que Calamaro pudiera girar por Latinoamérica y España, para su regreso a los escenarios, cuando este estuvo seis años fuera de actividad y registrar el álbum en directo El regreso, que fue grabado en el estadio Luna Park, en abril del año 2005.
Sobre sus dichos, Cordera manifestó:

Andrés no podía hacerse el caprichoso porque lo mandaba a la concha de su hermana (…) si él tenía un capricho de estrella, patada en el ojete.
Gustavo Cordera.

Tras su alejamiento de su antigua agrupación de forma inesperada a mediados de junio de 2009 para iniciar una carrera solista, sus excompañeros lo criticaron y realizaron entrevistas en las que opinaron sobre su súbita decisión de dejar el grupo. En 2013, en el marco de festejar los veinticinco años de la Bersuit, Cordera explicó que la banda, formada en 1988, no cumpliría 25 sino 24 años de historia, argumentando que la primera vez que tocaron fue el 5 de mayo de 1989. El actual vocalista de la agrupación Daniel Suárez, dijo:

Nosotros contamos desde la gestación de la banda y él desde que nos empezamos a llamar Bersuit. Ahora, ¿por qué lo dice? Porque es un pelotudo.
Daniel Suarez.

En 2017 en Bahía Blanca le cancelaron el show anunciado para el 17 de noviembre luego de que organizaciones de mujeres repudiaran su llegada a esa ciudad.  Sus palabras provocaron indignación y repudio generalizado, y derivaron en una denuncia penal por parte del entonces Consejo Nacional de las Mujeres. En tanto el Inadi se presentó como querellante en la causa. Cordera tiene además un embargo por 500 mil pesos.
En marzo de 2018 tenía una gira planificada por tres ciudades de Chile, las cuales fueron canceladas por la productora BeLive luego de que se iniciara una campaña viral en redes sociales para que Cordera no visitara el país, todo esto en el marco de los dichos públicos del año 2016. Usando #NoACorderaEnChile se logró la suspensión de todos sus conciertos en Chile, la productora conversó con distintos medios y su representante, Sebastián Vargas aseveró:

Estamos a favor de las demandas y empatizamos con las críticas. No queríamos pasar a llevar este sentimiento generalizado.
Sebastián Vargas

### Imputación judicial
Un escándalo muy grande en la carrera de Cordera surge el 8 de agosto de 2016, día en que asiste a un simulacro de conferencia en un taller de periodismo en TEA (una escuela de estudios terciarios) y la organización Ni una menos. Estas conferencias se caracterizan por llevarse a cabo bajo completa discreción, ya que todo lo que se diga ahí no puede salir publicado en ningún lado. 
Cordera fue invitado para hablar de su entonces más reciente álbum, Tecnoanimal, pero estando allí también se le preguntó su opinión sobre las acusaciones de depravación y de supuestos abusos sexuales que involucran a algunos colegas suyos del rock argentino (entre ellos Cristian Aldana y José Miguel del Pópolo), a lo que Cordera sorpresivamente contesta: 

Hay mujeres que necesitan, porque son histéricas, ser violadas, porque psicológicamente lo necesitan y porque tienen culpa y no quieren tener sexo libremente. Quieren jugar a eso. A mí no me gusta jugar a eso, pero hay gente a los que sí. Somos muy complejos los seres humanos.
Gustavo Cordera.

Después de unos minutos, varios estudiantes de la sala —en su mayoría, mujeres— comenzaron a cuestionar sus dichos mientras grababan en un celular todo lo que Cordera les decía. Uno de los estudiantes presentes desobedece el off the record y decide publicar el audio y la información de lo ocurrido a través de su cuenta en Facebook. Dos días más tarde, la noticia se difunde y acapara toda la atención de los medios en Argentina y también de otros países latinoamericanos, también por el audio en donde Cordera dice:

Es una aberración de la ley que, si una pendeja de 16 años con la concha [argentinismo para "vagina"] caliente quiere coger [argentinismo para "relaciones sexuales"] con vos, vos no te las puedas coger.

Cordera hizo una serie de disculpas públicas por sus dichos y debido a la gran polémica generada, el gobierno nacional y organismos de derechos humanos denunciaron al músico y lo imputaron por "apología del delito e incitación a la violencia". Tras esto, el músico comunicó en una carta en su cuenta de Facebook oficial, una disculpa hacia las mujeres por sus declaraciones y que cancelaría sus próximos conciertos hasta nuevo aviso. A raíz de ello, el fiscal Fabián Céliz presentó una denuncia penal ante la fiscalía de Delitos Sexuales para que se investigue una posible "apología del delito" prevista en el artículo 209 del Código Penal, bajo la misma acusación, el músico fue denunciado penalmente por la Asociación de Médicos Municipales.
En noviembre de 2017 el juez federal Rodolfo Canicoba Corral rechazó el pedido de suspensión de juicio  presentado por la defensa de Gustavo Cordera. El magistrado recordó que al momento de dictar el procesamiento del músico consideró que sus manifestaciones "posicionan a la mujer en una evidente desigualdad frente al sexo masculino, incitando a someterla a denigrantes situaciones de violencia y discriminación".
Finalmente el juicio se resolvió el 3 de abril de 2019 aceptando la propuesta que hizo el propio Cordera: no irá a la cárcel, pero deberá filmar un video disculpándose y publicarlo, dar dos recitales a beneficio en donde subirán al escenario activistas feministas, y deberá hacer un taller de igualdad de género. Tras esto, la carrera de Cordera (que tras el escándalo se alejó un largo tiempo de los escenarios) volvió a activarse, publicando canciones como "Sueños de libertad".

## Discografía

### Discografía con Bersuit Vergarabat
- 1992 - Y punto (Radio Trípoli Discos)
- 1993 - Asquerosa alegría (DBN)
- 1996 - Don Leopardo (Universal)
- 1998 - Libertinaje (Universal)
- 2000 - Hijos del culo (Universal)
- 2002 - De la cabeza con Bersuit Vergarabat (vivo) (Universal)
- 2004 - La argentinidad al palo (se es) + (lo que se es) (Universal)
- 2005 - Testosterona (Universal)
- 2006 - Lados BV (Universal)
- 2007 - ? (Universal)

### Discografía como solista
- 2009 - Suelto (Sony Music)

### Discografía con La Caravana Mágica
- 2010 - En la Caravana Mágica (Sony Music/Columbia Records)
- 2012 - En la Caravana Mágica Vol.2 (Sony Music/Columbia Records)
- 2014 - Cordera vivo (Sony Music)
- 2016 - Tecnoanimal (Sony Music)
- 2018 - Entre las cuerdas (Sony Music)
- 2021 - Cuerpo (Libres Parte 1) (EP) (Sony Music)
- 2022 - Mente (Libres Parte 2) (EP) (Sony Music)
- 2023 - Espíritu (Libres Parte 3) (EP) (Sony Music)
- 2024 - De la cabeza al corazón (Sony Music)

### Colaboraciones
- La Tabaré - Que te recontra (1999), tema "Ojalá (Ya no será)"
- La Mississippi - Yo estuve ahí (2000), tema "Café Madrid"
- Attaque 77 - Antihumano (2003), tema "Morbo-Porno"
- Los Tekis - Somos (2003)
- León Gieco - Por favor, perdón y gracias (2005), tema "Los guardianes de Mujica"
- Miguel Cantilo - Clásicos (2005)
- Marcelo Scornik - ¡Basta Cuino! (2005)
- Manuel Wirtz - Quimera (2005), tema "Bla bla bla"
- Los Auténticos Decadentes - Club Atlético Decadente (2006), tema "Me tiro a la basura"
- Fabián Gallardo - Alquímica (2008)
- Juan Subirá - Fisura expuesta (2008)
- Mercedes Sosa - Cantora, un viaje íntimo (2009), tema "El ángel de la bicicleta"
- Fabiana Cantilo - En la vereda del sol (2009), tema "Una canción diferente"
- Los Caligaris - Bailarín apocalíptico (2012)
- Kchiporros - Sr. Pombero (2012)